# Груйова къща
Груйовата къща (на гръцки: Οικία Γρούϊου) е къща в град Лерин, Гърция, обявена за паметник на културата.

## Местоположение
Къщата е улица „Аверов“ № 30, на десния бряг на Сакулева.

## История
Къщата е построена в 1921 година. Първоначалните собственици са братята Лазарос и Теодорос Груйос, а по-късно собственик е Христос Параскевопулос.

## Архитектура
В архитектурно отношение е двуетажна неокласическа резиденция, на разстояние от строителната линия за създаване на предна градина и в контакт със страничните граници на парцела. Типологията на етажния план се характеризира с тристранната структура на вътрешното пространство с централната зала и разположението на стаите ляво-дясно, докато кухненският обем със санитарните помещения е добавен централно към задната кота. Тази организация се пренася и на фасадата, където централната част е особено подчертана чрез създаването на входния пропилон. Псевдоарки ограничават трите секции на фасадата, докато тежкият, тромав пропилон придава силна монументалност на композицията с комбинацията от пиластри и кръгли колон, които изглежда, че държат триъгълния фронтон в края на покрива.